# Saco búlgaro

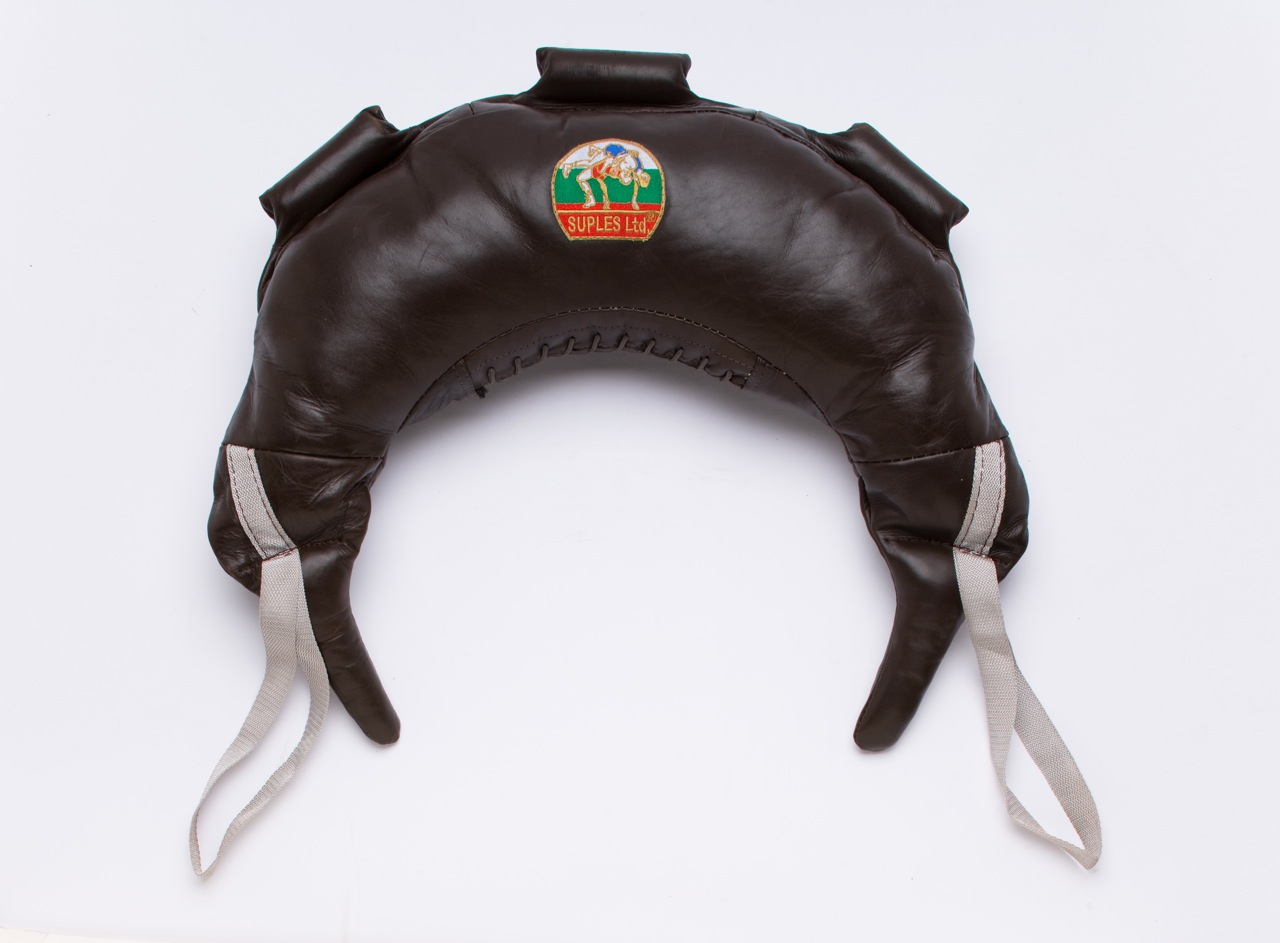
Un saco búlgaro de 17 kg (37 libras)

El saco búlgaro o Bulgarian Bag (en búlgaro: Българска торба / Български чувал), también conocido como Bulgarian Training Bag (en búlgaro: Българска тренировъчна торба), es un equipamiento de ejercicio en forma de luna creciente usado en entrenamiento de fuerza, pliometría, entrenamiento con pesas, ejercicio aeróbico, y fitness en general. Los sacos están hechos en cuero o en piel sintética y rellenados con arena; pesan entre 3 a 38 kg y tienen asas flexibles para permitir el entrenamiento de la parte superior e inferior del cuerpo, y para mejorar la fuerza prensil.

## Historia
El saco búlgaro fue inventado por Ivan Ivanov en 2005. Ivanov, un exatleta olímpico búlgaro en lucha grecorromana, trabajaba como entrenador olímpico de lucha grecorromana en el centro de entrenamiento olímpico de Marquette, Míchigan, y buscaba una herramienta de entrenamiento que permitiera a los luchadores mejorar las acciones explosivas y los movimientos dinámicos relacionados con empujar, girar, balancear, tirar, torcer, rotar, agacharse, embestir, y lanzar.
Ivanov se inspiró en la tradición de los pastores que realizaban actos de demostración de fuerza con ovejas y cabras en las ferias en su Bulgaria natal. Los pastores se veían a menudo obligados a cargar con corderos y ovejas débiles alrededor de sus hombros cuando se movían con su rebaño, y mostraban su fuerza en los festivales. Ivanov basó el diseño de su herramienta en el cuerpo de un ovino y vio su uso como una interpretación moderna de la tradición.
Aunque el saco búlgaro fue inicialmente diseñado para luchadores olímpicos, fue adoptado por entrenadores de fitness y atletas profesionales por su capacidad para incrementar la resistencia física y hacer el entrenamiento con pesas más versátil. Stephen Nave, especialista en fitness y Navy SEAL retirado, fue uno de los primeros promotores del Saco Búlgaro fuera del circuito olímpico de lucha. Junto con Ivan Ivanov formaron la International Bulgarian Bag Confederation para educar al público y ofrecer formación avanzada a usuarios individuales, entrenadores personales y centros de fitness.

## Construcción
El exterior del saco búlgaro está hecho de cuero o piel sintética muy resistente.
Los sacos de cuero están hechos a mano en Bulgaria y en su mayor parte construidos con piel de cabra. Como la piel de cabra es más fina y los folículos son poco profundos en la piel, hay menos compromiso en la resistencia de la piel comparado con otros cueros. El interior está relleno con paquetes de arena que han sido pesados y envueltos individualmente y acolchados con lana para tener un contorno más suavemente redondeado. Una vez lleno, la unión principal se cierra con nailon grueso.
El exterior del saco consiste en tres tipos de asas y tiras para permitir varios tipos de ejercicio con diferentes agarres.
- Los agarres principales son dos puntos en cada extremo del saco y se usan para movimientos de balanceo y rotación.
- Los agarres exteriores son tres protuberancias en forma de tubo recubiertas de piel de cabra en la parte externa superior del saco. Los agarres exteriores su usan principalmente para trabajar la fuerza prensil y ejercicios del tronco superior.
- El tercer elemento son las cintas, dos cintas en bucle de nailon cosidas directamente a la parte exterior del saco. Son aproximadamente 30 cm de largo y se usan para estabilizar el saco sobre los hombros en ejercicios del tren inferior, y como asideros en ejercicios de brazos.

Se pueden construir sacos búlgaros caseros a partir de cámaras de neumáticos de coche o flotadores para niños.

## Variaciones
En función del tamaño de la persona y el nivel de fitness, los sacos búlgaros se fabrican en distintos tamaños y pesos:
| Pesos          | Color de la tira | Recomendación          |
| -------------- | ---------------- | ---------------------- |
| 3 y 5 kg       | Amarillo         | Atletas de hasta 50 kg |
| 6 y 8 kg       | Verde            | Atletas de 50 a 68 kg  |
| 10, 12 y 14 kg | Rojo             | Atletas de 68 a 86 kg  |
| 15, 17 y 19 kg | Plata            | Atletas de 95 a 113 kg |
| 20, 22 y 26 kg | Marrón           | Atletas avanzados      |
| 30, 34 y 38 kg | Negro            | Atletas avanzados      |

## Uso
El saco puede ser usado como peso libre en varios movimientos simples y dinámicos como empujar, girar, balancear y rotar, y añadidos al peso del propio cuerpo para realizar saltos, sentadillas, flexiones, dominadas y abdominales. Hay muchas muestras de rutinas disponibles en Internet.

## Ventajas en Fitness
El saco búlgaro fortalece e incrementa la resistencia física de la mano, muñecas, brazos, hombros, espalda, piernas y músculos rotacionales. También ayuda a mejorar la musculatura del núcleo, coordinación, y la movilidad de hombros y articulaciones. Debido a su forma, material y construcción, el saco búlgaro puede usarse para desarrollar velocidad y agilidad en formas que no son posibles con las pesas y los circuitos de máquinas.

### Resistencia angular variable
El saco búlgaro rompe la tradición de los aparatos con resistencia estáticos como por ejemplo los pesos libres que se adhieren a un único plano de movimiento (por ejemplo, creando resistencia empujando o tirando de peso hacia o fuera del cuerpo), usando movimientos de aceleración y desaceleración para balancear y rotar el saco en varios ángulos respecto al cuerpo del atleta. Como resultado el saco búlgaro tiene la capacidad de incrementar la fuerza y agilidad del cuerpo de forma completa.
El enfoque multi-angular a la gravedad, momento e inercia en ejercicio físico se ha denominado entrenamiento Variable Angular Resistance.

### Efecto aeróbico
Después del trabajo cardiovascular o entrenamiento con pesas, el cuerpo continúa necesitando oxígeno a una tasa mayor que antes de iniciar el ejercicio. Los intervalos de alta intensidad de ejercicio con el Saco Búlgaro incrementan las tasas metabólicas a niveles mayores que el levantamiento de pesas tradicional y la actividad cardiovascular porque el ejercicio incluye ambos componentes, el levantamiento de peso y movimientos dinámicos rápidos.
Referida originalmente como deuda de oxígeno, este efecto aeróbico después del ejercicio fue establecido como hipótesis por primera vez por A.V. Hill y H. Lupton en 1922. Teorizaron que el cuerpo necesita reemplazar el oxígeno usado por los músculos que han trabajado durante intervalos de ejercicio de medio a intensos. Más recientemente, los investigadores han usado el término 'consumo en exceso de oxígeno post-ejercicio' para describir los diferentes acontecimientos que ocurren cuando el cuerpo se restaura a sí mismo a homeostasis, o reposo. La tasa metabólica del cuerpo se eleva durante un periodo mayor después del ejercicio de alta intensidad. Dependiendo del nivel de estrés e intensidad del ejercicio, los incrementos del metabolismo se pueden observar hasta 18-24 horas después.

## Consideraciones de seguridad
Los ejercicios con sacos búlgaros, como todos los ejercicios pliométricos de entrenamiento de choque, implican un riesgo mayor de lesión debido a las grandes fuerzas generadas durante la aceleración, y sólo debe practicarse bajo supervisión.
Como las asas del Saco Búlgaro son flexibles y no están fijadas de forma rígida al cuerpo del aparato, es más complicado para un atleta traspasar el peso del aparato a su antebrazo y músculos del brazo que con las pesas tradicionales, y las muñecas del atleta sufren una mayor carga. Para gente con muñecas más débiles, el uso de muñequeras que den soporte adicional sería recomendable.
Para información general sobre los efectos del ejercicio físico en el cuerpo humano y los procesos fisiológicos relacionados, véase fisiología del ejercicio.